# Aeropuerto César Manrique-Lanzarote
El Aeropuerto César Manrique-Lanzarote (IATA: ACE, OACI: GCRR) es un aeropuerto español de Aena situado en la isla canaria de Lanzarote que se encuentra a 5 km de Arrecife, capital de la isla, y dentro del término municipal de San Bartolomé. También se le conoce como "Guacimeta", por el topónimo histórico del lugar sobre el que se encuentra. El aeropuerto es la principal vía de comunicación de la isla de Lanzarote con el exterior, dada su condición de insularidad, además constituye el eje básico de la economía de la isla, ya que por él se reciben la mayoría de turistas nacionales e internacionales. Tradicionalmente ha tenido un importante tráfico chárter, actualmente la mayor parte del tráfico es regular e internacional.
Según datos de 2023, el de Lanzarote es el tercer aeropuerto canario en tráfico de pasajeros (detrás del Aeropuerto de Gran Canaria y el Aeropuerto de Tenerife Sur), además es el décimo a nivel nacional con 8.212.943 pasajeros en 2023. En el año 2023, el aeropuerto registró un tráfico de 68.119 operaciones, mientras que el tráfico de mercancías superó las 521 toneladas.
Cuenta con un Museo Aeronáutico situado en la carretera que da acceso a las terminales del aeropuerto. Se puede visitar de lunes a sábado de 10:00 a 14:00 horas, gratuitamente y es apto para todos los públicos. En su mayoría es material fotográfico, que muestra desde los comienzos de la aviación en la isla (desde la inauguración del aeropuerto, el 12 de junio de 1946) hasta la actualidad.

## Infraestructuras
- 1 pista de aterrizaje de 2500 metros
- 2 terminales de pasajeros
- 1 terminal de carga
- 49 mostradores de facturación
- 17 puertas de embarque
- 2 aparcamientos con 1254 plazas
- varios restaurantes dentro de la terminal

## Historia
A finales de la década de 1930, la necesidad de un aeródromo en la isla quedó patente por la necesidad de conectar la isla con el resto del archipiélago y con el continente europeo, así como el establecer un punto de reabastecimiento intermedio para los aviones que sobrevolaban las islas. Por ello, en 1936, se construyó un aeródromo en los Llanos de Guacimeta. El primer avión que llegó al aeropuerto fue el Junkers Ju 52 EC-DAM el 24 de julio de 1941. La Fuerza Aérea española también reconoció la necesidad de un aeródromo permanente para fines de defensa, y esto se construyó en Arrecife. En 1946 el aeropuerto aceptó provisionalmente el tránsito civil. Se llevaron a cabo mejoras en las instalaciones existentes, con una extensión de pista y un espacio de rampa adicional. Tras ello se inició la construcción de una nueva terminal de pasajeros junto con un centro de control y, el 3 de marzo de 1970, los vuelos nacionales e internacionales comenzaron a utilizar el aeropuerto. Una pieza central de la terminal de Guacimeta fue el mural creado por César Manrique titulado 'Lanzarote'.
El creciente uso del aeropuerto hizo cada vez más plausible la posibilidad de realizar importantes mejoras. Las instalaciones de DME, ILS y VOR se instalaron en la pista 03/21 junto con puntos de retención adicionales. También se encargaron nuevas luces de pista y una estación de bomberos. En 1999 se abrió la nueva terminal de pasajeros (Terminal 1), con una capacidad de 6 millones de pasajeros por año. Desde entonces, la terminal de pasajeros original se ha renovado y ahora se utiliza para vuelos interinsulares (Terminal 2).
En 2002, en respuesta al interés de los turistas y la población local sobre el patrimonio de la aviación de la isla, Aena decidió utilizar la terminal de pasajeros de Guacimeta como museo de aviación. El museo proporciona una visión completa y detallada de la historia de la aviación en la isla, con diferentes presentaciones audiovisuales.

## Códigos internacionales
- Código IATA: ACE
- Código OACI: GCRR

## Aerolíneas y destinos
El tráfico mayoritario del aeropuerto corresponde a los países de la Unión Europea. Reino Unido y Alemania representan más del 60 por ciento del tráfico internacional.
El tráfico nacional se concentra en tres destinos: Gran Canaria, Madrid-Barajas y Tenerife Norte.

### Destinos nacionales
| Ciudades               | Aeropuerto                                       | Aerolíneas                                            |
| España                 | España                                           | España                                                |
| ---------------------- | ------------------------------------------------ | ----------------------------------------------------- |
| Alicante               | Aeropuerto de Alicante-Elche Miguel Hernández    | Ryanair                                               |
| Barcelona              | Aeropuerto Josep Tarradellas Barcelona-El Prat   | Ryanair / Vueling Airlines                            |
| Bilbao                 | Aeropuerto de Bilbao                             | Air Europa / Vueling Airlines                         |
| Gran Canaria           | Aeropuerto de Gran Canaria                       | Binter Canarias / Canaryfly                           |
| La Palma               | Aeropuerto de La Palma                           | Binter Canarias                                       |
| Madrid                 | Aeropuerto Adolfo Suárez Madrid-Barajas          | Air Europa / Iberia Express / Ryanair                 |
| Málaga                 | Aeropuerto de Málaga-Costa del Sol               | Air Nostrum (Estacional) / Ryanair / Vueling Airlines |
| Asturias               | Aeropuerto de Asturias                           | Volotea / Vueling Airlines                            |
| Santiago de Compostela | Aeropuerto de Santiago-Rosalía de Castro         | Ryanair / Vueling Airlines                            |
| Sevilla                | Aeropuerto de Sevilla                            | Air Nostrum (Estacional) / Ryanair / Vueling Airlines |
| Tenerife               | Aeropuerto de Tenerife Norte-Ciudad de La Laguna | Binter Canarias / Canaryfly                           |
| Tenerife               | Aeropuerto de Tenerife Sur                       | Binter Canarias                                       |
| Valencia               | Aeropuerto de Valencia                           | Air Nostrum (Estacional) / Ryanair / Vueling Airlines |
| Valladolid             | Aeropuerto de Valladolid                         | Air Nostrum (Estacional)                              |
| Vigo                   | Aeropuerto de Vigo                               | Air Nostrum (Estacional)                              |

### Destinos internacionales
| Ciudades                              | Aeropuerto                                        | Aerolíneas                                                             |        |        |        |
| África                                | África                                            | África                                                                 | África | África | África |
| ------------------------------------- | ------------------------------------------------- | ---------------------------------------------------------------------- | ------ | ------ | ------ |
| Marruecos                             |                                                   |                                                                        |        |        |        |
| Guelmim                               | Aeropuerto de Guelmim                             | Binter Canarias                                                        |        |        |        |
| Marrakech                             | Aeropuerto de Marrakech-Menara                    | Ryanair                                                                |        |        |        |
| Europa                                |                                                   |                                                                        |        |        |        |
| Alemania                              |                                                   |                                                                        |        |        |        |
| Berlín                                | Aeropuerto de Berlín-Brandeburgo Willy Brandt     | easyJet Europe / Eurowings / Ryanair                                   |        |        |        |
| Bremen                                | Aeropuerto de Bremen                              | Ryanair                                                                |        |        |        |
| Colonia                               | Aeropuerto de Colonia/Bonn                        | Corendon / Eurowings / Ryanair                                         |        |        |        |
| Düsseldorf                            | Aeropuerto de Düsseldorf                          | Condor / Corendon / Eurowings / TUIfly                                 |        |        |        |
| Fráncfort del Meno                    | Aeropuerto Internacional de Fráncfort del Meno    | Condor / TUIfly                                                        |        |        |        |
| Hamburgo                              | Aeropuerto de Hamburgo                            | Condor / Eurowings                                                     |        |        |        |
| Hannover                              | Aeropuerto de Hannover                            | Corendon / TUIfly                                                      |        |        |        |
| Leipzig                               | Aeropuerto de Leipzig/Halle                       | Condor                                                                 |        |        |        |
| Memmingen                             | Aeropuerto de Memmingen                           | Ryanair                                                                |        |        |        |
| Múnich                                | Aeropuerto de Múnich-Franz Josef Strauss          | Condor / Lufthansa / TUIfly                                            |        |        |        |
| Núremberg                             | Aeropuerto de Núremberg-Albrecht Dürer            | Corendon / Ryanair                                                     |        |        |        |
| Stuttgart                             | Aeropuerto de Stuttgart                           | Condor / Eurowings / TUIfly                                            |        |        |        |
| Weeze                                 | Aeropuerto de Weeze                               | Ryanair                                                                |        |        |        |
| Austria                               |                                                   |                                                                        |        |        |        |
| Viena                                 | Aeropuerto Internacional de Viena                 | Ryanair                                                                |        |        |        |
| Bélgica                               |                                                   |                                                                        |        |        |        |
| Bruselas                              | Aeropuerto de Bruselas-National                   | Brussels Airlines / TUI fly Belgium                                    |        |        |        |
| Charleroi                             | Aeropuerto de Charleroi-Bruselas Sur              | Ryanair                                                                |        |        |        |
| Croacia                               |                                                   |                                                                        |        |        |        |
| Zagreb                                | Aeropuerto de Zagreb-Franjo Tuđman                | Ryanair                                                                |        |        |        |
| Dinamarca                             |                                                   |                                                                        |        |        |        |
| Billund                               | Aeropuerto de Billund                             | Chárter: Jet Time                                                      |        |        |        |
| Copenhague                            | Aeropuerto de Copenhague-Kastrup                  | Chárter: Jet Time / Sunclass Airlines                                  |        |        |        |
| Eslovaquia                            |                                                   |                                                                        |        |        |        |
| Bratislava                            | Aeropuerto de Bratislava-Milan Rastislav Štefánik | Smartwings Slovakia                                                    |        |        |        |
| Finlandia                             |                                                   |                                                                        |        |        |        |
| Helsinki                              | Aeropuerto de Helsinki-Vantaa                     | Chárter: Finnair / Jet Time                                            |        |        |        |
| Francia                               |                                                   |                                                                        |        |        |        |
| Burdeos                               | Aeropuerto de Burdeos-Mérignac                    | easyJet Europe / Volotea                                               |        |        |        |
| Estrasburgo                           | Aeropuerto de Estrasburgo                         | Volotea                                                                |        |        |        |
| Lille                                 | Aeropuerto de Lille                               | Volotea                                                                |        |        |        |
| Lyon                                  | Aeropuerto de Lyon-Saint Exupéry                  | easyJet Europe / Volotea                                               |        |        |        |
| Marsella                              | Aeropuerto de Marsella-Provenza                   | Ryanair / Volotea                                                      |        |        |        |
| Nantes                                | Aeropuerto de Nantes Atlantique                   | easyJet Europe / Transavia France / Volotea                            |        |        |        |
| Niza                                  | Aeropuerto de Niza                                | easyJet Europe (Inicia 2 de noviembre de 2024)                         |        |        |        |
| París                                 |                                                   |                                                                        |        |        |        |
| Aeropuerto de París-Charles de Gaulle | easyJet Europe                                    |                                                                        |        |        |        |
| Aeropuerto de París-Orly              | Transavia France / Vueling Airlines               |                                                                        |        |        |        |
| Toulouse                              | Aeropuerto de Toulouse-Blagnac                    | Volotea                                                                |        |        |        |
| Hungría                               |                                                   |                                                                        |        |        |        |
| Budapest                              | Aeropuerto Internacional de Budapest-Ferenc Liszt | Ryanair                                                                |        |        |        |
| Irlanda                               |                                                   |                                                                        |        |        |        |
| Cork                                  | Aeropuerto de Cork                                | Aer Lingus / Ryanair / TUI Airways                                     |        |        |        |
| Dublín                                | Aeropuerto de Dublín                              | Aer Lingus / Ryanair / TUI Airways                                     |        |        |        |
| Knock                                 | Aeropuerto de Knock                               | Ryanair                                                                |        |        |        |
| Shannon                               | Aeropuerto de Shannon                             | Ryanair / TUI Airways                                                  |        |        |        |
| Irlanda del Norte                     |                                                   |                                                                        |        |        |        |
| Belfast                               | Aeropuerto Internacional de Belfast               | easyJet / Jet2.com / TUI Airways / Ryanair                             |        |        |        |
| Italia                                |                                                   |                                                                        |        |        |        |
| Bérgamo                               | Aeropuerto de Bérgamo-Orio al Serio               | Ryanair                                                                |        |        |        |
| Bolonia                               | Aeropuerto Guglielmo Marconi de Bolonia           | Ryanair                                                                |        |        |        |
| Milán                                 | Aeropuerto de Milán-Malpensa                      | easyJet Europe / Neos / Ryanair                                        |        |        |        |
| Turín                                 | Aeropuerto de Turín-Caselle                       | Ryanair                                                                |        |        |        |
| Venecia                               | Aeropuerto Internacional Marco Polo               | Ryanair                                                                |        |        |        |
| Luxemburgo                            |                                                   |                                                                        |        |        |        |
| Luxemburgo                            | Aeropuerto de Luxemburgo                          | Luxair                                                                 |        |        |        |
| Países Bajos                          |                                                   |                                                                        |        |        |        |
| Ámsterdam                             | Aeropuerto de Ámsterdam-Schiphol                  | easyJet Europe / Transavia / TUI Airlines Nederland / Vueling Airlines |        |        |        |
| Eindhoven                             | Aeropuerto de Eindhoven                           | Transavia / TUI fly Belgium                                            |        |        |        |
| Róterdam                              | Aeropuerto de Róterdam-La Haya                    | Transavia / TUI Airlines Nederland                                     |        |        |        |
| Polonia                               |                                                   |                                                                        |        |        |        |
| Breslavia                             | Aeropuerto de Breslavia-Copérnico                 | Enter Air (Chárter) / Wizz Air                                         |        |        |        |
| Katowice                              | Aeropuerto de Katowice                            | Travel Service Polska (Chárter)                                        |        |        |        |
| Poznań                                | Aeropuerto de Poznań-Ławica                       | Enter Air (Chárter)                                                    |        |        |        |
| Varsovia                              | Aeropuerto de Varsovia-Chopin                     | Enter Air (Chárter)                                                    |        |        |        |
| Portugal                              |                                                   |                                                                        |        |        |        |
| Funchal                               | Aeropuerto de Madeira                             | Binter Canarias (Estacional)                                           |        |        |        |
| Reino Unido                           |                                                   |                                                                        |        |        |        |
| Ayr                                   | Aeropuerto de Glasgow-Prestwick                   | Ryanair                                                                |        |        |        |
| Birmingham                            | Aeropuerto de Birmingham                          | Jet2.com / Ryanair / TUI Airways                                       |        |        |        |
| Bournemouth                           | Aeropuerto de Bournemouth                         | TUI Airways / Ryanair                                                  |        |        |        |
| Brístol                               | Aeropuerto de Brístol                             | easyJet / Ryanair / TUI Airways                                        |        |        |        |
| Cardiff                               | Aeropuerto de Cardiff                             | TUI Airways                                                            |        |        |        |
| Edimburgo                             | Aeropuerto de Edimburgo                           | easyJet / Jet2.com / Ryanair / TUI Airways                             |        |        |        |
| Exeter                                | Aeropuerto de Exeter                              | TUI Airways                                                            |        |        |        |
| Glasgow                               | Aeropuerto de Glasgow                             | Easyjet / Jet2.com / TUI Airways                                       |        |        |        |
| Leeds                                 | Aeropuerto de Leeds-Bradford                      | Jet2.com / Ryanair                                                     |        |        |        |
| Liverpool                             | Aeropuerto de Liverpool-John Lennon               | easyJet / Ryanair                                                      |        |        |        |
| Londres                               | Aeropuerto de Londres-Gatwick                     | easyJet / TUI Airways / Vueling                                        |        |        |        |
| Londres                               | Aeropuerto de Londres-Luton                       | easyJet / Ryanair / TUI Airways                                        |        |        |        |
| Londres                               | Aeropuerto de Londres-Stansted                    | Jet2.com / Ryanair                                                     |        |        |        |
| Mánchester                            | Aeropuerto de Mánchester                          | easyJet / Jet2.com / Ryanair / TUI Airways                             |        |        |        |
| Newcastle                             | Aeropuerto Internacional de Newcastle             | Jet2.com / Ryanair / TUI Airways                                       |        |        |        |
| Nottingham                            | Aeropuerto de East Midlands                       | Jet2.com / Ryanair / TUI Airways                                       |        |        |        |
| República Checa                       |                                                   |                                                                        |        |        |        |
| Praga                                 | Aeropuerto de Praga-Václav Havel                  | Travel Service Airlines (chárter)                                      |        |        |        |
| Suiza                                 |                                                   |                                                                        |        |        |        |
| Ginebra                               | Aeropuerto de Ginebra                             | EasyJet Switzerland                                                    |        |        |        |
| Zúrich                                | Aeropuerto de Zúrich                              | Edelweiss Air                                                          |        |        |        |
| Suiza Francia Alemania                |                                                   |                                                                        |        |        |        |
| Basilea/Mulhouse/Friburgo             | Aeropuerto de Basilea-Mulhouse-Friburgo           | Corendon / easyJet Switzerland                                         |        |        |        |

## Estadísticas

### Estadísticas de pasajeros
|                                                                       |
| Actualizado el: 12 de diciembre de 2022. Datos provisionales de 2022. |

|                                   | Pasajeros | Operaciones | Carga (toneladas) |
| --------------------------------- | --------- | ----------- | ----------------- |
| 2000                              | 5.002.551 | 44.814      | 6.403             |
| 2001                              | 5.079.790 | 43.368      | 7.134             |
| 2002                              | 5.123.574 | 45.050      | 7.201             |
| 2003                              | 5.383.426 | 47.667      | 7.492             |
| 2004                              | 5.517.136 | 48.446      | 7.996             |
| 2005                              | 5.467.499 | 47.158      | 6.629             |
| 2006                              | 5.626.087 | 50.172      | 6.113             |
| 2007                              | 5.625.580 | 52.968      | 5.784             |
| 2008                              | 5.438.178 | 53.375      | 5.429             |
| 2009                              | 4.701.669 | 42.915      | 4.146             |
| 2010                              | 4.938.632 | 46.668      | 3.787             |
| 2011                              | 5.543.744 | 49.675      | 2.873             |
| 2012                              | 5.168.775 | 44.787      | 2.108             |
| 2013                              | 5.334.599 | 44.259      | 2.081             |
| 2014                              | 5.883.039 | 49.575      | 2.050             |
| 2015                              | 6.128.971 | 50.448      | 1.805             |
| 2016                              | 6.684.564 | 54.632      | 1.776             |
| 2017                              | 7.388.964 | 59.477      | 1.824             |
| 2018                              | 7.327.019 | 60.955      | 1.606             |
| 2019                              | 7.292.720 | 60.524      | 1.346             |
| 2020                              | 2.538.345 | 30.056      | 583               |
| 2021                              | 3.438.219 | 38.740      | 498               |
| 2022                              | 7.350.451 | 63.764      | 589               |
| Referencias: Estadísticas de Aena |           |             |                   |

### Estadísticas de rutas
| Puesto | Ciudad                 | Pasajeros | % Variación 2021 |
| ------ | ---------------------- | --------- | ---------------- |
| 1      | Gran Canaria           | 741.240   | 27,2             |
| 2      | Madrid                 | 576.527   | 57,1             |
| 3      | Tenerife (Norte)       | 389.555   | 31,0             |
| 4      | Barcelona              | 227.615   | 32,2             |
| 5      | Bilbao                 | 135.173   | 64,8             |
| 6      | Santiago de Compostela | 114.582   | 79,2             |
| 7      | Sevilla                | 76.184    | 21,9             |
| 8      | Málaga                 | 64.431    | 132,6            |
| 9      | Valencia               | 52.080    | 51,0             |
| 10     | Alicante               | 43.742    | 87,1             |
| 11     | Asturias               | 37.520    | 39,9             |
| 12     | Tenerife (Sur)         | 36.926    | 6201,4           |

| Puesto | Ciudad                          | Pasajeros | % Variación 2021 |
| ------ | ------------------------------- | --------- | ---------------- |
| 1      | Mánchester, Reino Unido         | 459.506   | 227,6            |
| 2      | Dublín, Irlanda                 | 397.506   | 167,2            |
| 3      | Londres (Gatwick), Reino Unido  | 353.883   | 343,8            |
| 4      | Londres (Stansted), Reino Unido | 264.866   | 271,9            |
| 5      | Birmingham, Reino Unido         | 228.476   | 261,9            |
| 6      | Bristol, Reino Unido            | 183.474   | 297,6            |
| 7      | East Midlands, Reino Unido      | 175.829   | 264,3            |
| 8      | Edimburgo, Reino Unido          | 151.372   | 358,6            |
| 9      | Leeds-Bradford, Reino Unido     | 150.832   | 319,2            |
| 10     | Newcastle, Reino Unido          | 141.857   | 378,6            |
| 11     | Ámsterdam, Países Bajos         | 137.704   | 95,6             |
| 12     | Glasgow, Reino Unido            | 113.822   | 316,9            |
| 13     | Cork, Irlanda                   | 105.043   | 4304,3           |
| 14     | Londres (Luton), Reino Unido    | 95.903    | 280,6            |
| 15     | Dusseldorf, Alemania            | 95.274    | 57,2             |

## Accesos y transporte público

### Coche
Para el acceso a las terminales T1 y T2 se utilizan los ramales de la autovía LZ-2 en sentido ascendente y descendente.

### Autobús
El Aeropuerto César Manrique Lanzarote dispone de autobuses interurbanos que lo conectan con las localidades más pobladas de la isla.
| Servicios interurbanos                                                        |                |                                            |
| Línea                                                                         | Gestionado por | Servicio                                   |
| 22 Aeropuerto T1 y T2 (Planta 0 Llegadas) - Arrecife                          | IntercityBus   | Diurno                                     |
| 23 Aeropuerto T1 y T2 (Planta 0 Llegadas) - Playa Honda - Arrecife            | IntercityBus   | Diurno                                     |
| 161 Aeropuerto T1 y T2 (Planta 0 Llegadas) - Puerto del Carmen - Playa Blanca | IntercityBus   | Diurno                                     |
| 261 Aeropuerto T1 y T2 (Planta 0 Llegadas) - Puerto del Carmen - Playa Blanca | IntercityBus   | Diurno (Exclusivamente de lunes a viernes) |

### Taxi
Existen paradas de taxi tanto en la terminal T1 como en la terminal T2.

## Compañías de alquiler de coches[5]
En el Aeropuerto César Manrique de Lanzarote operan varias compañías de alquiler de coches autorizadas por AENA: AutoReisen, Cabrera Medina, Cicar, Avis, Payless, Hertz,  Europcar, Goldcar y TopCar.  Todas estas compañías se encuentran en el vestíbulo de llegadas de vuelos internacionales y nacionales en ambas terminales (T1 y T2). Existen otras empresas de alquiler de vehículos que operan fuera del aeropuerto, pero no están autorizadas por AENA.
* Actualizado a junio de 2024.